# Johnny-on-the-Spot
Johnny-on-the-Spot er en amerikansk stumfilm fra 1919 af Harry L. Franklin.

## Medvirkende
- Hale Hamilton som Johnny Rutledge
- Louise Lovely som Anne Travers
- Philo McCullough som Arthur Abington
- Ruth Orlamond som Mrs. Webster
- Edward Connelly som Martin Crandall